# Daglösen, Filipstads kommun

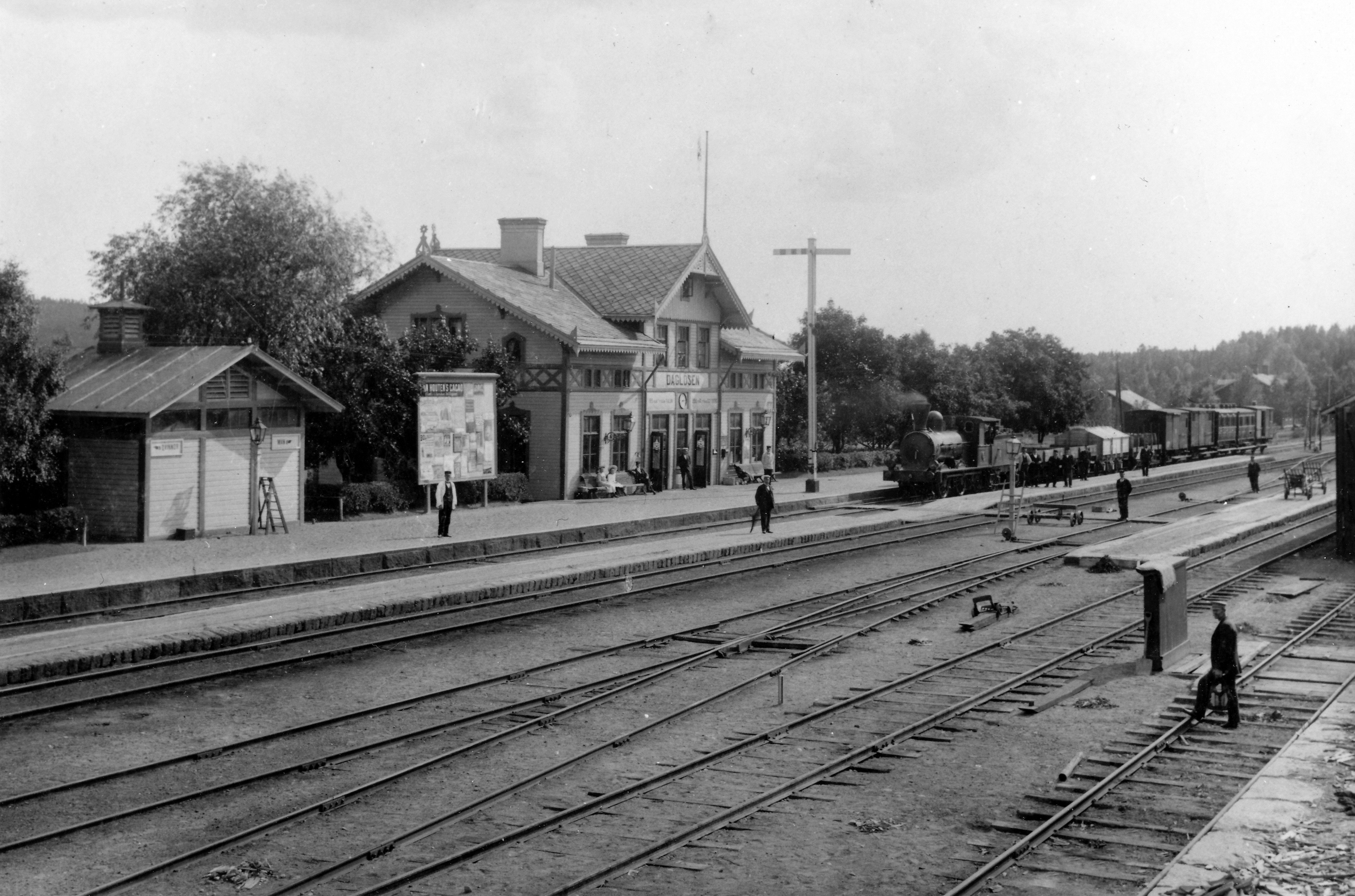
Daglösens järnvägsstation år 1903

Daglösen är en by i Färnebo socken i Filipstads kommun med runt 50 invånare, cirka 9 km söder om Filipstads tätort. Byn ligger nära sjön Daglösen. Orten är en järnvägsknut. Linjen Molkom–Daglösen–Filipstad öppnade för trafik 1 augusti 1876 och Daglösen–Ludvika 3 januari 1877. Molkom–Daglösen–Ludvika ingår idag i Bergslagsbanan, medan Daglösen–Filipstad är en del av Inlandsbanan.
Kända personer som härstammar från eller har bott i Daglösen är bl.a. Charles Peterson (emigrerad industriman), Lennart Gybrant (konstnär) och Lis Landeman (fotbollsproffs).